# Fanta Koné
Fanta Idrissa Koné (* 5. Mai 1995) ist eine malische Fußballschiedsrichterassistentin.
Nachdem Koné zunächst Fußballspielerin war, begann sie ihre Karriere als Schiedsrichterin. Seit 2014 steht Koné auf der Liste der FIFA-Schiedsrichter und leitet internationale Fußballpartien. Im April 2021 war sie erstmals bei einem Spiel in der CAF Champions League der Männer im Einsatz.
Koné war unter anderem Schiedsrichterassistentin bei der U-17-Weltmeisterschaft 2016 in Jordanien, beim Algarve-Cup 2017, bei der U-17-Weltmeisterschaft 2018 in Uruguay und bei der U-20-Weltmeisterschaft 2022 in Costa Rica. Beim Afrika-Cup 2022 in Marokko leitete sie zusammen mit Mimisen Iyorhe als Assistentin von Salima Mukansanga unter anderem das Finale zwischen Marokko und Südafrika (1:2). Zudem wurde Koné für die Weltmeisterschaft 2023 in Australien und Neuseeland nominiert. 
Koné ist Mutter von Zwillingen.